# Catocala fraxini
Catocala fraxini és una espècie de papallona nocturna de la subfamília Erebinae i la família Erebidae.

## Distribució
L'àrea de distribució abasta gairebé tot el centre i el nord d'Europa, així com parts del sud d'Europa. L'espècie està en gran manera absent a Portugal, les illes de la Mediterrània (excepte Còrsega), a Grècia, al nord d'Escòcia, al nord d'Escandinàvia i el nord i el sud de Rússia. L'àrea de distribució s'estén per tot el Paleàrtic fins al nord de Turquia, Sibèria, l'est llunyà de Rússia, Corea i Japó.

## Descripció
Les ales anteriors són de color gris clar a gris o marró blanquinós de vegades amb un tint groc. Les línies transversals interiors i exteriors són blanques, negres i tenen els marges dentats. Les ales posteriors són negres, amb una ampla banda blava al mig.

## Subespècies
- Catocala fraxini fraxini
- Catocala fraxini jezoensis Matsumura, 1931 (Japan)
- Catocala fraxini legionensis Gómez Bustillo & Vega Escandon, 1975 (Spain)
- Catocala fraxini yuennanensis Mell, 1936 (China: Yunnan)

## Biologia
Les larves són de color gris marronós, amb taques negres, amb prominències punxegudes en els segments 9 i 12.
Les erugues s'alimenten de diverses espècies d'àlber.

## Galeria

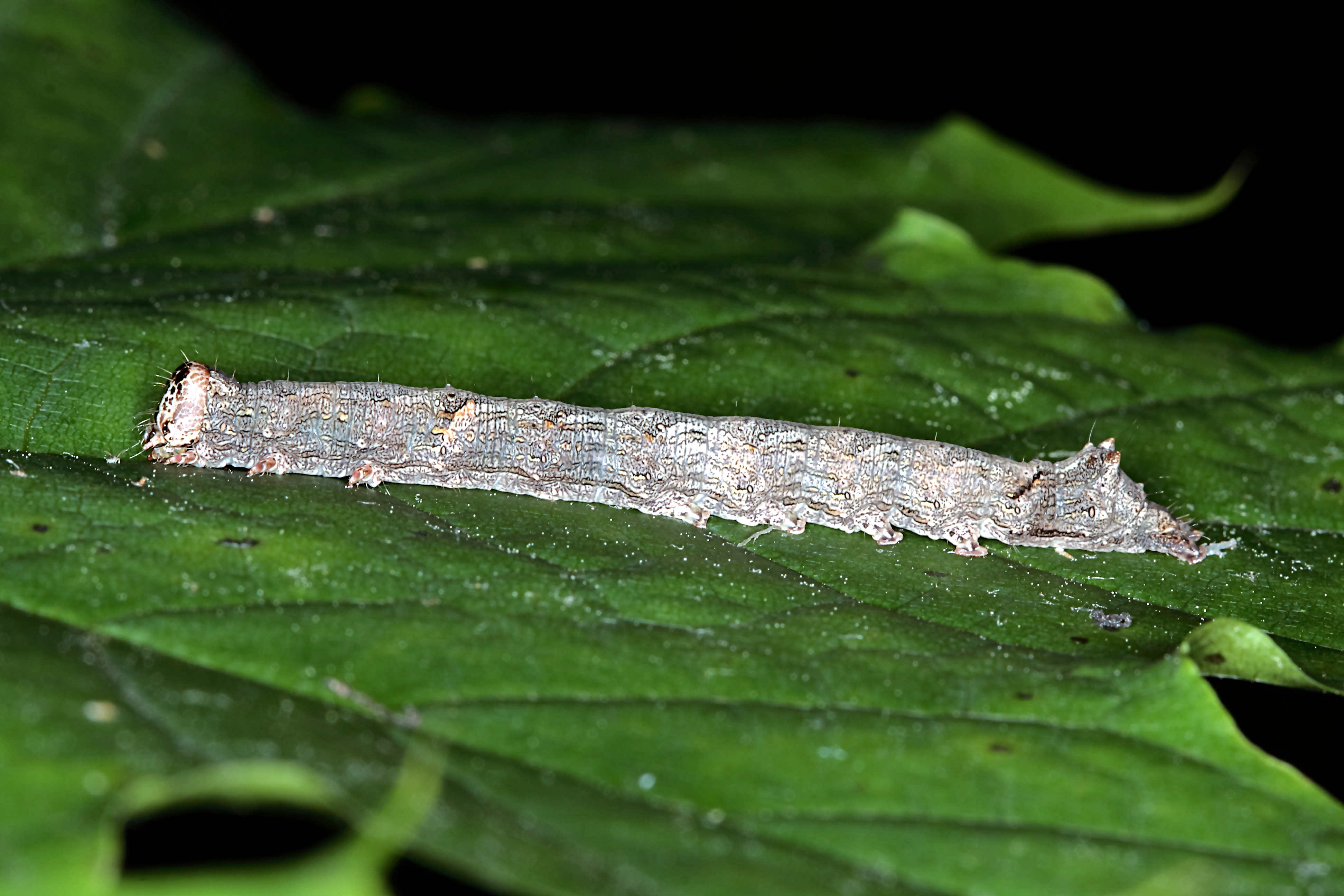
Catocala fraxini larva
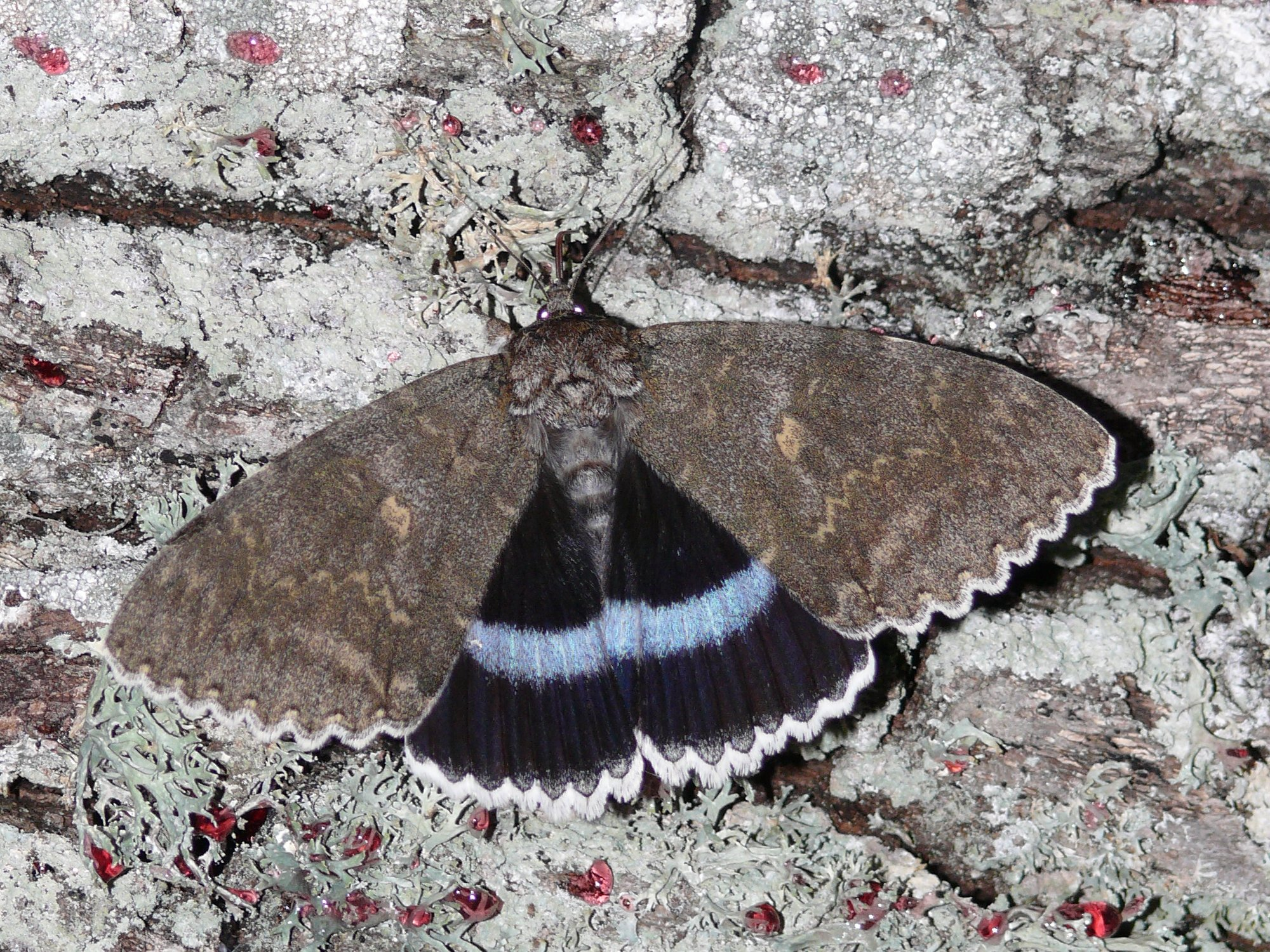
Catocala fraxini
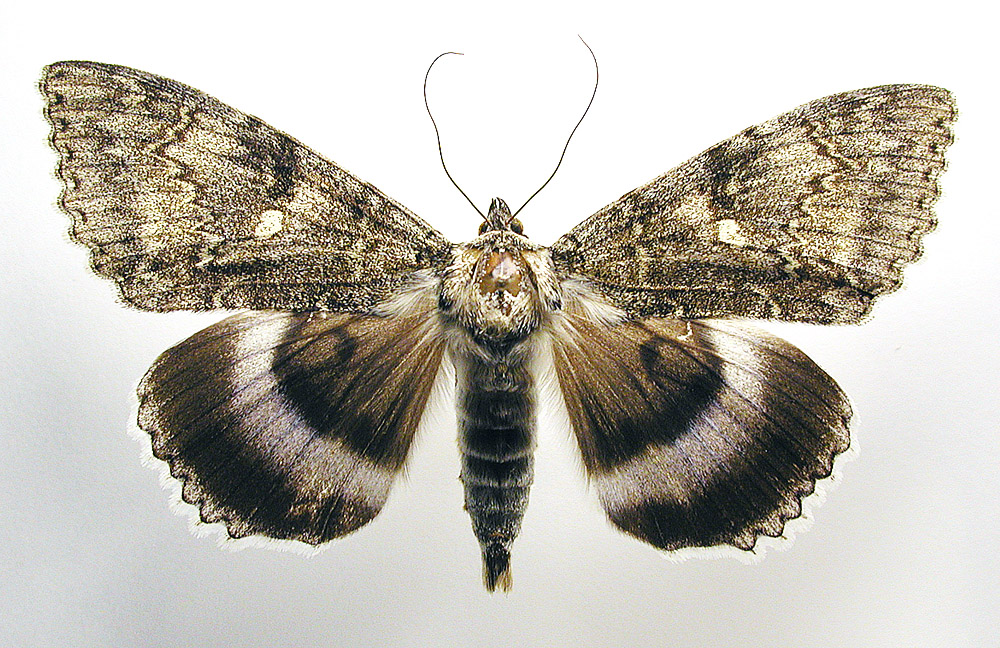
Catocala fraxini
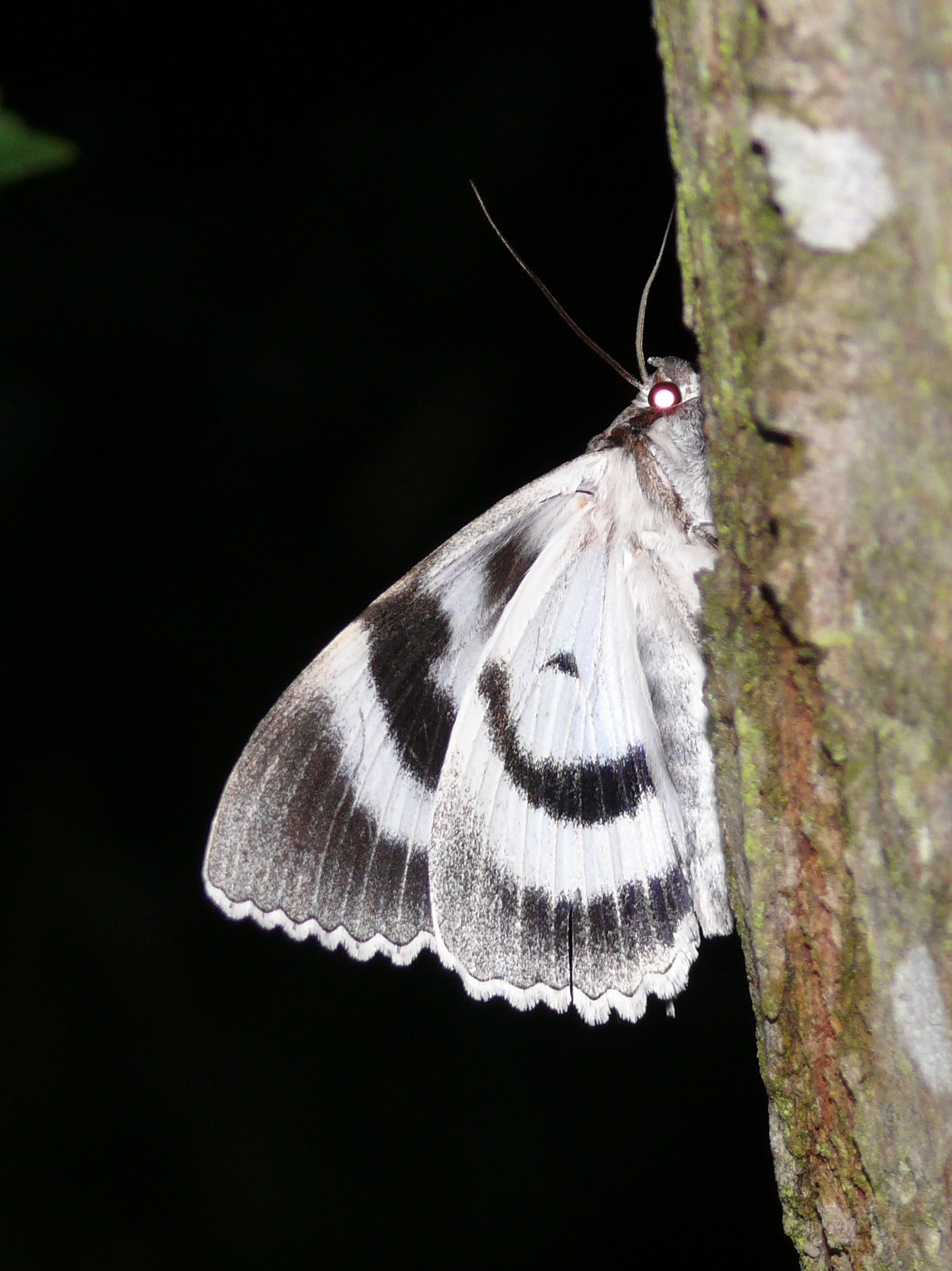
Catocala fraxini
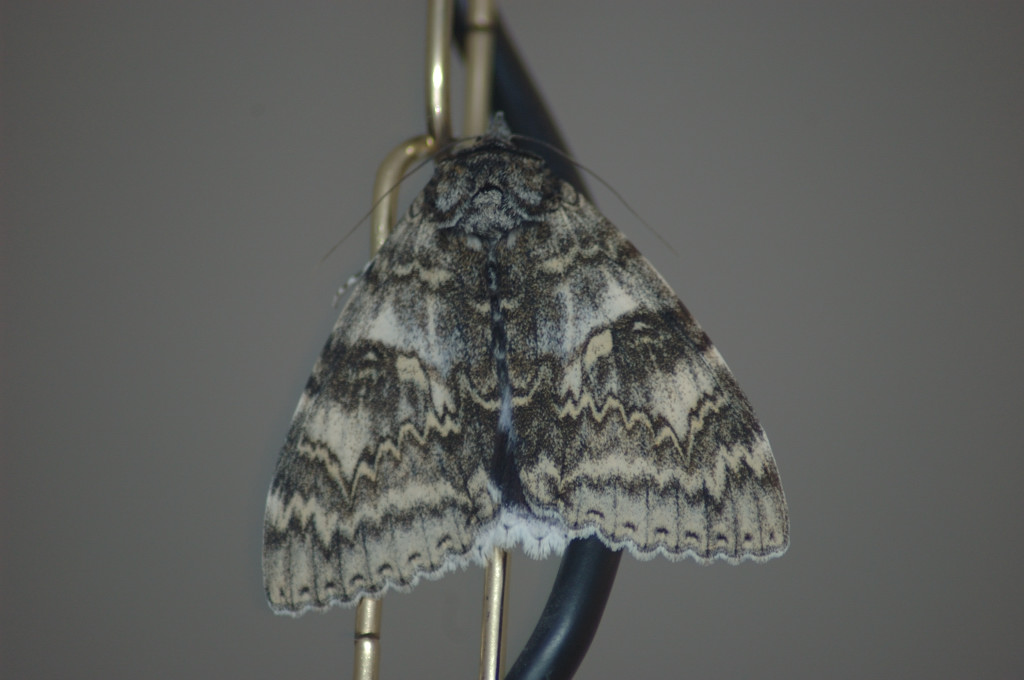
Catocala fraxini
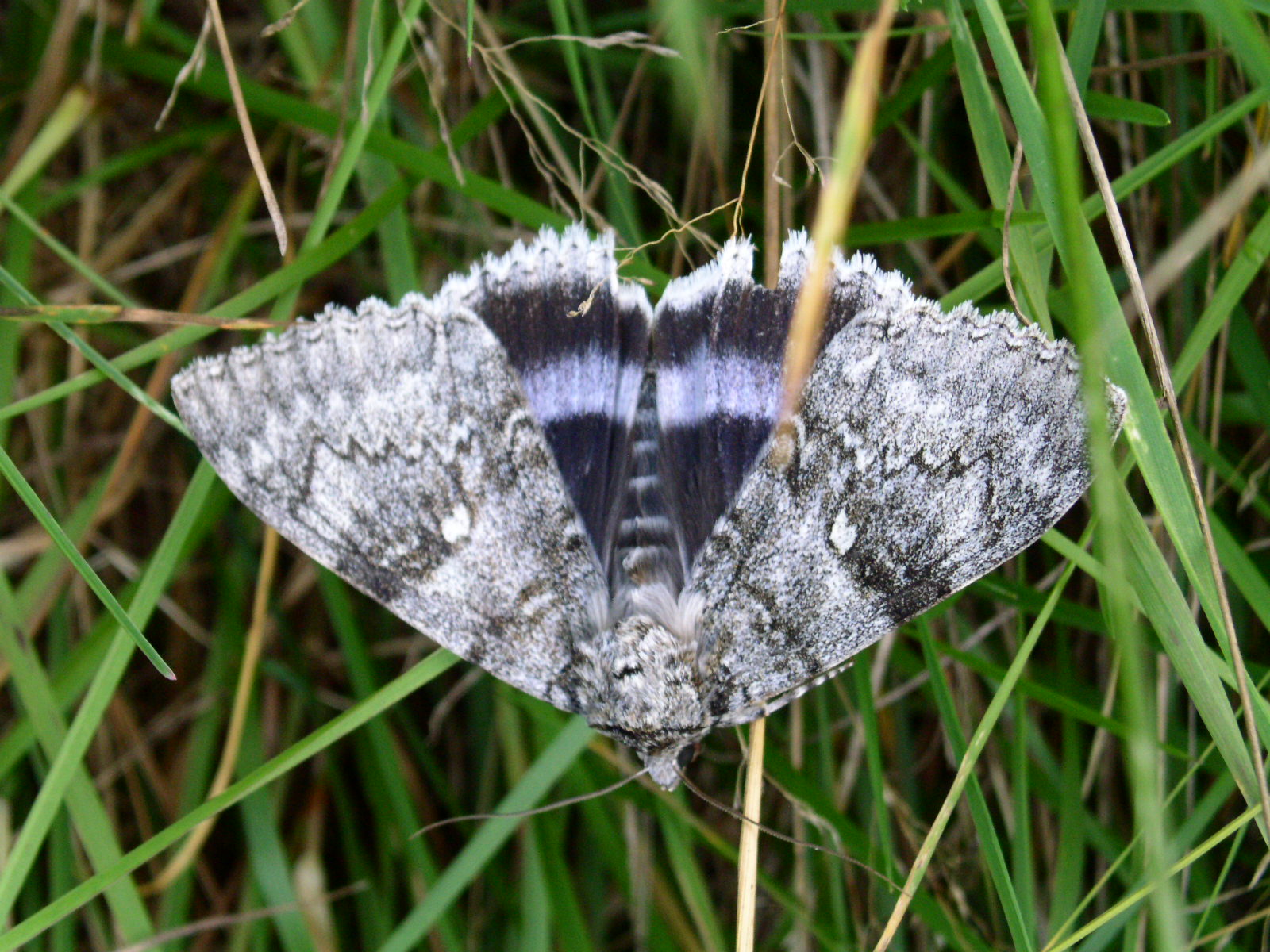
Catocala fraxini